# Tecudži Haširatani
Tecudži Haširatani (japonsko 柱谷 哲二), japonski nogometaš in trener, 15. julij 1964.
Za japonsko reprezentanco je odigral 72 uradnih tekem.